# Kisa
Kisa – miejscowość w Szwecji. Siedziba władz administracyjnych gminy Kinda w regionie Östergötland. Około 3774 mieszkańców (2016).

## Przypisy

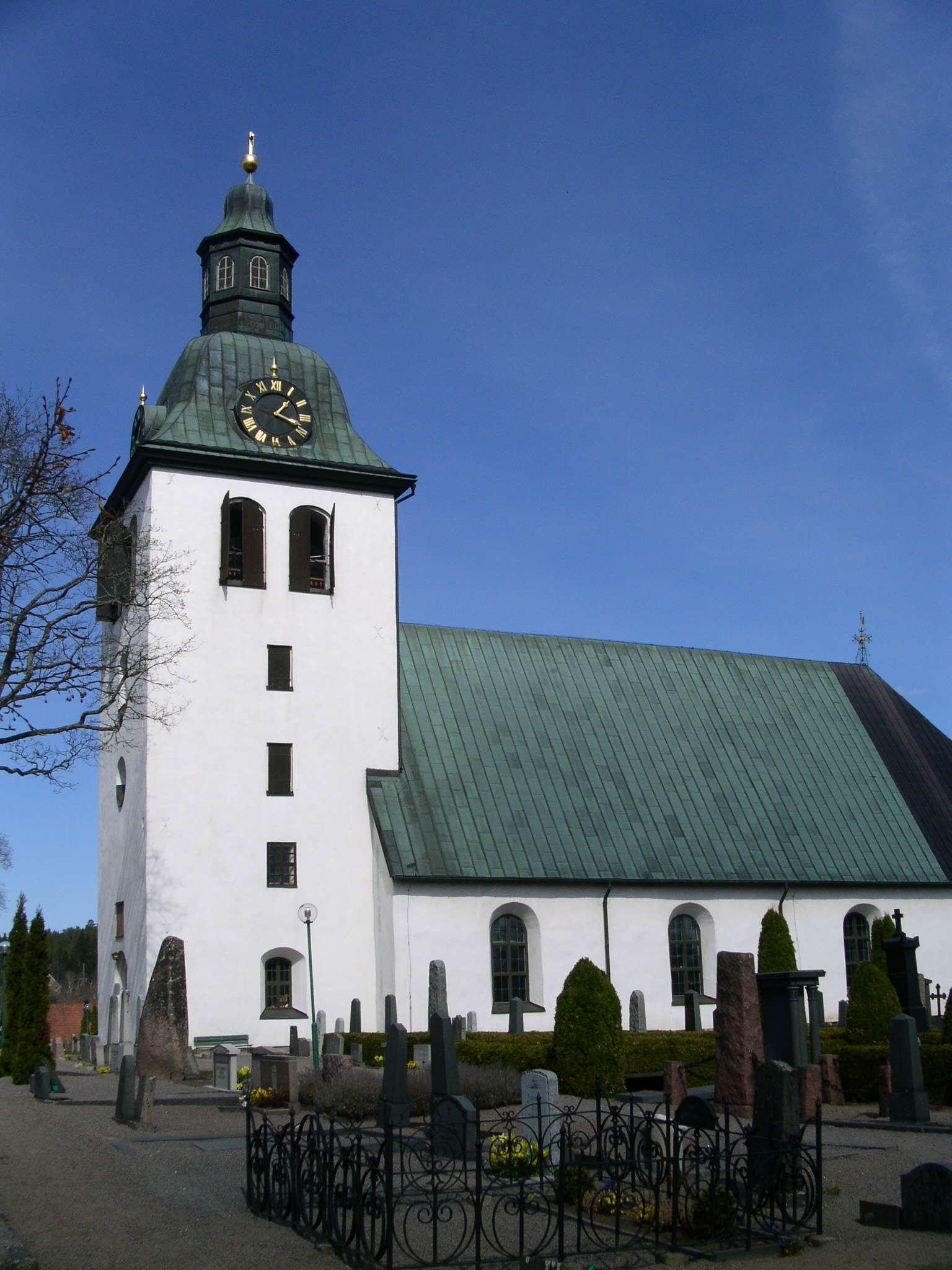
Kościół w Kisa